# Casa Girasol
La Casa Girasol, construida en el año 2014, es un proyecto de casa unifamiliar de la firma Eduardo Cadaval & Clara Solà-Morales, ubicada en Punta de la Creu, 14; en Puerto de la Selva, en Gerona.
La casa se eleva con vistas al mar Mediterráneo, frente a las rocas de la Costa Brava, en el ambiente natural del Cabo de Creus y cerca de la localidad de Puerto de la Selva; resaltando la peculiaridad del paisaje.
Los arquitectos responsables del proyecto quisieron adaptarlo a las necesidades y deseos de los que serían sus propietarios y moradores.

## Descripción
Se trata de una construcción de formas geométricas sencillas, cubos adheridos entre sí y distribuidos en un espacio (de un total de 250 metros cuadrados) de manera que desde la casa se tenga vistas sobre la costa. Además la casa recibe la luz del sol desde su salida a su ocaso, como un girasol que se moviera para captar al máximo el espectro solar. Esto permite una extraordinaria luz natural en el interior de la casa y una manera natural de calentar toda la casa, ya que se creó un patio trasero (protegido tanto de la mirada de los vecinos, como del viento de la tramontana por la misma construcción cúbica, totalmente cerrada por todos lados menos por el que da al mar, donde se abren grandes cristaleras para permitir la entrada del sol) que capta la radiación solar para la sala de estar y de ésta, calentar el resto de la edificación
Esta forma de distribuir los espacios da lugar a diversos compartimentos irregulares,  específicos en su utilidad, tan solo la gran sala de estar central tiene un uso más comunitario y amplio, el resto de cubículos, comedor, sala, dormitorios, etc. son espacios individuales.
La casa presenta dos alturas, con las habitaciones y el patio exterior en la más alta y se remata con una cubierta verde con la que se trata compaginar, por un lado el  control de los cambios de temperatura en el interior de la vivienda, y por otro incorporar estándares ambientales de alto nivel. Por debajo de la zona en la que se construyó la casa existe una especie de planta baja en la que se ubica el garaje y una pequeña piscina con vistas al Mediterráneo
En cuanto a los materiales empleados en su construcción son los típicos de la zona geográfica en la que se ubica, tanto para la estructura de la casa como para los acabados de la misma. Caso aparte lo constituyen los vidrios utilizados para las grandes cristaleras, ya que  debido a los fuertes vientos de la zona, se han empleado vidrios fabricados con tecnologías típicas de los rascacielos que los de una casa unifamiliar, para la que estaban destinados.